# Frontière entre l'Italie et la Slovénie
La frontière entre l'Italie et la Slovénie est la frontière internationale séparant ces deux pays, membres de l'Union européenne. C'est l'une des frontières intérieures de l'espace Schengen.  

## Historique
- Slovénie
- Italie

Le tracé de la frontière, fixé pour la partie plus au Nord par l'entrée en vigueur du Traité de Paris (1947), a été complété le 26 octobre 1954 lors du partage du Territoire libre de Trieste qui fut constitué après la Seconde Guerre mondiale en 1947. Jusqu'à cette date, ce territoire était partagé en deux zones d'occupations : la zone A par les troupes anglo-américaines et la zone B par les yougoslaves. Lors du partage par le Mémorandum de compréhension, l'Italie récupéra la Zone A, tandis que la Yougoslavie mit la main sur la Zone B et l'intégra aux Républiques socialistes de Slovénie et Croatie, états membres de la fédération yougoslave. Depuis son indépendance en 1991, la Slovénie est le seul pays de l'ancienne Yougoslavie à encore disposer d'une frontière avec l'Italie.

## Caractéristiques

Le jeu des frontières internationales dans le nord-est de la mer Adriatique.

La frontière terrestre débute au tripoint constitué par les frontières austro-italienne et austro-slovène. Elle se poursuit vers le sud pendant 232 km et se termine dans la mer Adriatique, près de la localité italienne de Villaggio Castelletto, un village de la commune de Muggia (situé au sud de Trieste), englobant totalement le baie de Muggia au profit de l'Italie.